# Loose Change
Loose Change är en serie filmer utgivna mellan 2005 och 2009. Huvudtemat är att 11 september-attackerna var ett insiderjobb, det vill säga att den amerikanska regeringen var inblandad. Filmerna innehåller nyhetsbilder, intervjuer och reportage och ifrågasätter den officiella versionen av vad som hände och vem eller vilka som låg bakom attacken. Filmerna har inte fått så mycket gehör i mainstream-media men har haft stor genomslagskraft på internet.. Dylan Avery har skrivit manus och stått för regin. Korey Rowe, Jason Bermas och Matthew Brown är filmernas producenter. 

## Kritik
Filmen har mötts med kritik från både journalister, forskare, ingenjörer och även delar av sanningsrörelsen.